# Претория (Оренбургская область)
Прето́рия — село в Переволоцком районе Оренбургской области, административный центр  Преторийского сельсовета.

## Этимология
Село названо в честь города Претория, столицы бурской Южно-Африканской республики (Трансвааль), ныне современной Южно-Африканской республики.

## География
Находится на расстоянии примерно 40 км по прямой на север от районного центра поселка Переволоцкий.

## История
Село основано немецкими переселенцами в 1900—1901 годах.  

## Население
| 1903  | 1917 | 1920 | 1926 | 1930 | 1976  | 2002  |
| ----- | ---- | ---- | ---- | ---- | ----- | ----- |
| 174   | ↗461 | ↘317 | ↗352 | ↘230 | ↗1274 | ↗1478 |
| 2010  |      |      |      |      |       |       |
| ↘1232 |      |      |      |      |       |       |

Население составляло 1478 человек в 2002 году (60% русские), 1232 человека по переписи 2010 года. Проживают русские, башкиры.